# Вірменська вулиця (Кам'янець-Подільський)
Вірме́нська ву́лиця — вулиця у місті Кам'янець-Подільському Хмельницької області, у межах Старого міста. Пролягає від площі Вірменський ринок і вулиці П'ятницької до вулиці Довгої. Прилучаються провулки Миколаївський та Тісний.

## Історія
В історичних джерелах Вірменська вулиця вперше згадується в описі міста 1700 року під назвою «Від Руської брами до Вірменського костелу», хоча сама вулиця була прокладена на кілька століть раніше. Пізніше її стали називати Вірменською, адже вона пролягала у місцевості, де мешкала вірменська діаспора Кам'янця-Подільського. На думку краєзнавця Сергія Шкурко, первісно Вірменська вулиця була одним цілим із П'ятницькою вулицею, а коли у XVI—XVII століттях у місті сформувався вірменський квартал, була виділена в окрему вулицю. Історик архітектури Ольга Пламеницька вважає, що спочатку Вірменська вулиця пролягала не з заходу вірменського Миколаївського собору, що стояв на початку вулиці, а зі сходу. Пізніше з заходу виник ще один «рукав» вулиці, тобто початок сучасної траси Вірменської, а східний відтинок вулиці зник наприкінці XVII століття.
В останній третині XIX, коли площу Вірменський ринок перейменували на Губернаторську, Вірменська вулиця отримала аналогічну назву, адже на початку вулиці (на розі із Вірменським ринком) розташовувався палац губернатора Подільської губернії. У 1923 році, вже за радянських часів, її перейменували на вулицю імені Льва Троцького, а коли у 1927 році більшовицький лідер втратив владу і перейшов в опозицію до Сталіна, вулиця 20 грудня 1927 року, отримала нову назву — Радянська. У списку вулиць Кам'янця-Подільського за 1935 рік вказано ще одну, паралельну назву вулиці — Свердлова (на честь Якова Свердлова). Цю назву офіційно затвердили 9 квітня 1936 року,, і вулиця носила її до 11 вересня 1990 року, коли міська рада повернула їй, як й іншим вулицям Старого міста, історичну назву — Вірменська.

## Забудова
Вірменська вулиця станом на 1700 рік мала 18 садиб, з яких біля третини були незабудовані. Сучасна вулиця забудована одно- та двоповерховими старими будинками. На її початку розташовується комплекс вірменської церкви святого Миколая, колишнього головного храму вірмен Кам'янця-Подільського. Церква була розібрана більшовиками у 1935 році, залишилася дзвіниця 1565 року та огорожа з арковою брамою. Також значну історичну цінність мають будинки № 2а та № 4. У XVIII столітті на початку вулиці існувала арка, що з'єднувала будинок губернатора із вірменським торговим будинком (пробстом). Її розібрали на межі XVIII—XIX століть.
На думку деяких сучасних дослідників, зокрема, М. Петрова, вірменський шпиталь у Кам'янці-Подільському розташовувався на Вірменській вулиці (сучасний будинок № 6 по Михайлівському провулку), а не на Госпітальній, 3.

### Пам'ятки архітектури національного значення
- Будинок № 1 (житловий будинок)
- Комплекс вірменського костелу: башта-дзвіниця, фундаменти церкви, огорожа із брамою
- Будинок № 4 (вірменський житловий будинок)
- Будинок № 6 (вірменський житловий будинок)

### Пам'ятки архітектури місцевого значення
- Будинок № 2-а і підпірні мури

### Щойно виявлені пам'ятки
- Турецький рондель (підпірні стіни саду)

## Вірменська вулиця в мистецтві
У 2003 році на Вірменській вулиці проводилися зйомки фільму «Тато» (режисер Володимир Машков) за п'єсою Олександра Галича «Матроська тиша».